# 벤더굿
벤더굿(Vendergood)은 미국의 천재로 알려진 윌리엄 제임스 사이디스가 어렸을 때 만든 인공어이다. 사이디스가 8살때 지은 벤더굿 북이라는 책에 등장한다. 주로 라틴어와 그리스어를 바탕으로 두고, 독일어,프랑스어 및 다른 로망스어계 언어에서 낱말을 뽑아 만들어졌다. 벤더굿은 수사에서 12진법을 운용하며, 몰래 메시지를 주고 받는데 쓰였다.
| 벤더굿           | 영어     |
| ---------------- | -------- |
| eis              | one      |
| duet             | two      |
| tre              | three    |
| quar             | four     |
| quin             | five     |
| sex              | six      |
| sep              | seven    |
| oo/oe            | eight    |
| non              | nine     |
| ecem             | ten      |
| elevenos         | eleven   |
| dec              | twelve   |
| eidec (eis, dec) | thirteen |

## 참고 문헌
- Wallace, Amy, The Correct Utilization of Vendergood, New York: E.P. Dutton & Co. 1996. ISBN 0-655-76404-6
- Wallace, Amy, The Prodigy: A biography of William James Sidis, America's Greatest Child Prodigy, New York: E.P. Dutton & Co. 1986. ISBN 0-525-24404-2